# 金沢氏 (北条氏流)
金沢氏（かなざわし）は、日本の武家。

## 概要
『寛政重修諸家譜』によると、金沢流北条氏出身である北条貞将の末裔とされる。万治元年（1658年）に金沢安左衛門正法が火消与力となったことで江戸幕府に使えるようになったという。正法のひ孫である助三郎安貞も火消与力となり、その後評定所の留役や組頭を務めたり、子の瀬兵衛千秋とともに手伝普請をこなしたりした。